# فالنتينا زينيري
فالنتينا زينيري هي ممثلة أرجنتينية ولدت في 15 يناير 1997.